# آمیفوستین
آمیفوستین یک داروی کمکی محافظتی است که در شیمی‌درمانی و پرتودرمانی سرطان کاربرد دارد. نام تجاری آن اتیول است.

## کاربرد
این ترکیب برای کاهش احتمال تب با واسطه نوتروپنی و عفونت حاصل از مواد مورداستفاده در شیمی‌درمانی که به DNA متصل می‌شوند، شامل عوامل آلکیله‌کننده مثل سیکلوفسفامید و مواد حاوی پلاتینیوم مثل سیس‌پلاتین استفاده می‌شود. هم‌چنین برای کاهش سمّیت کلیوی مرتبط با مواد حاوی پلاتینیوم نیز بکار می رود. 
آمیفوستین در اصل برای کاهش سمیت کلیوی سیس‌پلاتین در درمان سرطان ریه مورد استفاده قرار می‌گرفت.

## مکانیزم عمل
در داخل سلول، متابولیت‌های حاصل از پلاتینیوم و عوامل آلکیله‌کننده را سم‌زدایی و نیز رادیکال‌های آزاد را هم پاکسازی می‌کند. سایر مکانیزم‌های احتمالی می‌تواند شامل افزایش سرعت ترمیم DNA، ممانعت از آپوپتوز و تغییر در بیان ژن باشد.

## اثرات جانبی
اثرات جانبی معمول شامل هیپوکلسمی ، اسهال ، تهوع ، استفراغ و سکسکه است.